# Life Is Like a Boat
"Life Is Like a Boat" é uma canção de Rie fu. Lançada em 23 de setembro de 2004, foi usado como o primeiro encerramento no anime Bleach. Assim como outras músicas de Rie Fu, contém partes em inglês e japonês.

## Faixas
| N.º | Título                | Duração |  |
| 1.  | "Life Is Like a Boat" |         |  |
| 2.  | "Voices"              |         |  |

## Desempenho nas paradas musicais
| Parada musical (2004) | Melhor posição |
| --------------------- | -------------- |
| Japão (Oricon)        | 32             |